# 월리 리스
월터 ("월리") 스티븐 리스(Walter ("Wally") Steven Ris, 1924년 1월 4일 ~ 1989년 12월 25일)는 전 미국의 수영 선수로 올림픽 2관왕이며, 전 세계 기록 보유자이다.
시카고에서 태어난 리스는 1948년 런던 올림픽에서 2개의 금메달을 획득하였다. 그는 지미 매클레인, 월리 울프, 빌 스미스와 함께 8분 46.0초의 세계 신기록을 세워 800m 자유형 계주에서 우승한 미국 팀의 일원으로서 첫 금메달을 받았다. 개인적 경연에서 그는 100m 자유형에서 동료 선수 앨런 포드의 0.5초 앞세 두번째 금메달을 땄다.
그는 시카고의 크레인 기술 고등학교에서 스타 수영 선수였으며, 그러고나서 아이오와 대학교에서 수학하면서 1947년부터 1949년까지 NCAA와 빅텐에서 아이오와 호크아이즈 수영·다이빙 팀을 위하여 활약하였다. 그는 1948년과 1949년 100 야드 자유형에서 NCAA 챔피언이었다.
1966년 리스는 "명예 수영 선수"로서 국제 수영 명예의 전당에 헌액되었다.
1989년 크리스마스 날에 캘리포니아주 미션비에호에서 사망하였다.

## 같이 보기
- 올림픽 수영 남자 메달리스트 목록
- 수영 계영 800m 세계 기록 추이